# Square Sainte-Croix-de-la-Bretonnerie
Le square Sainte-Croix-de-la-Bretonnerie est une voie du 4e arrondissement de Paris, en France.

## Situation et accès
Le square Sainte-Croix-de-la-Bretonnerie est une voie publique située dans le 4e arrondissement de Paris. Il débute au 13, rue des Archives et se termine au 35, rue Sainte-Croix-de-la-Bretonnerie.

## Origine du nom

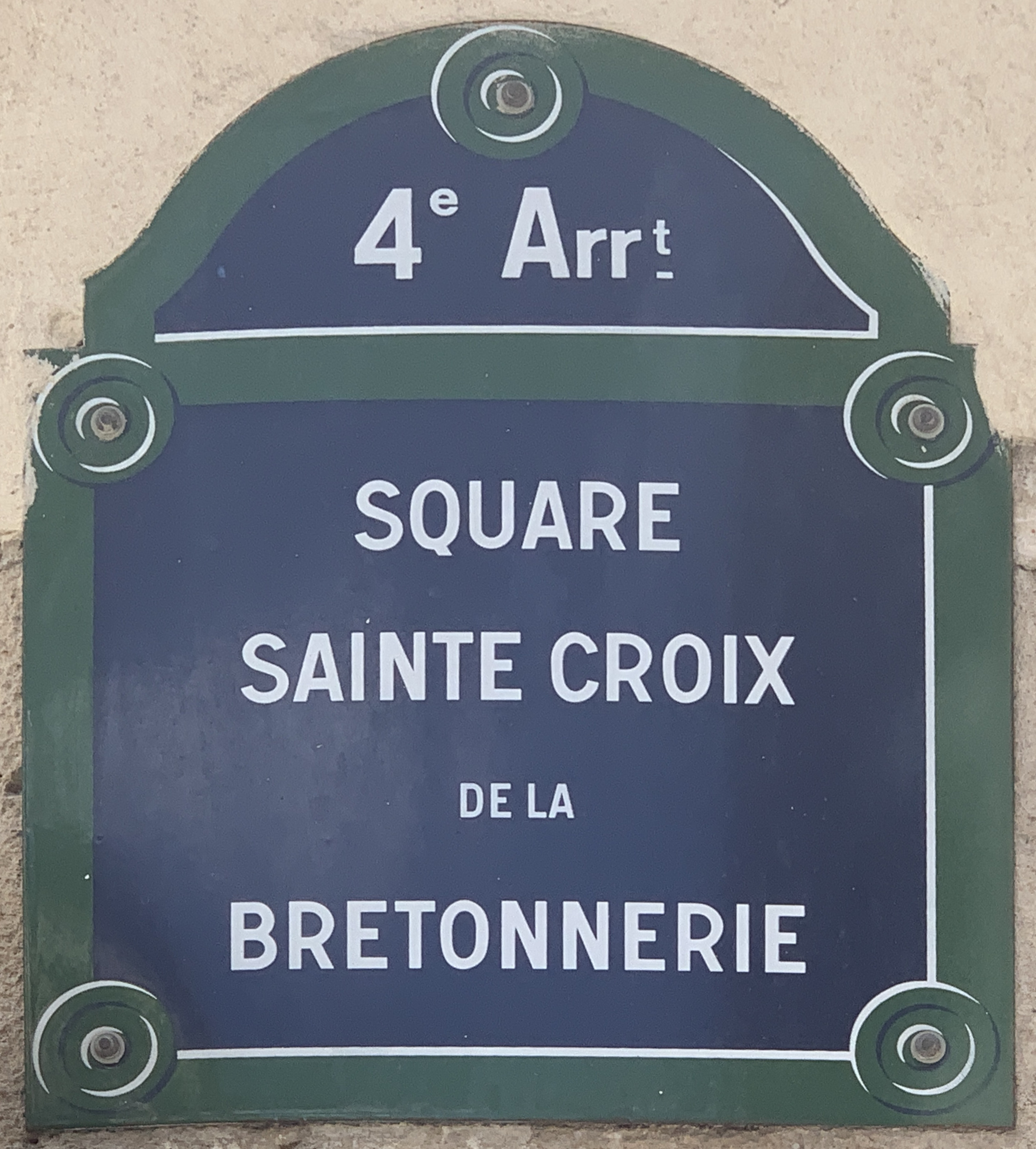
Plaque de la voie.

Elle porte ce nom en raison du voisinage de la rue Sainte-Croix-de-la-Bretonnerie en souvenir des chanoines de la Sainte-Croix qui avaient formé le couvent de Sainte-Croix-de-la-Bretonnerie dans cette rue.

## Historique
La partie de cette voie, donnant sur la rue des Archives, existait dès le XVIIe siècle, a porté les noms de « cul-de-sac des Billettes », puis de « cul-de-sac Sainte-Croix ».
L'autre partie, donnant sur la rue Sainte-Croix de la Bretonnerie a été construite, vers 1810, par suite d'un percement opéré avec l'autre partie, sur l'emplacement du couvent des chanoines de Sainte-Croix-de-la-Bretonnerie.
L'ensemble prit alors le nom de « passage Sainte-Croix-de-la-Bretonnerie » avant de prendre la dénomination de « square Sainte-Croix-de-la-Bretonnerie » en 1909.
Le 19 juin 2019 la partie de la voie commençant au no 7 du square et finissant en impasse est renommée place des Émeutes-de-Stonewall,,,,.